# Беккерт, Штефани
Штефани Беккерт (нем. Stephanie Beckert; род. 30 мая 1988, Эрфурт, ГДР) — немецкая конькобежка, олимпийская чемпионка 2010 года, и 2-кратная серебряный призёр, участница зимних Олимпийских игр 2014 года, 7-кратная чемпионка Германии на отдельных дистанциях и 14-кратная призёр.

## Биография
Штефани родилась в спортивной семье, её мать Анжела занималась конькобежным спортом, отец Детлеф был гандболистом, а брат Патрик являлся членом сборной Германии по конькобежному спорту. Она начала кататься на коньках в возрасте 2-х лет, и первоначально увлеклась фигурным катанием, а в 10 лет стала заниматься конькобежным спортом в клубе "ESC Erfurt".
С 2000 года Беккерт стала выступать на юниорском чемпионате Германии и в 2004 году впервые выиграла на дистанции 3000 м. В том же году дебютировала на юниорском чемпионате мира, а через год стала бронзовым призёром в командной гонке. В 2006 году она выиграла юниорский чемпионат Германии как в многоборье, так и на трёх дистанциях. В сезоне 2006/2007 Штефани Беккерт стала чемпионом Германии на дистанциях 3000 и 5000 м и дебютировала на Кубке мира, на котором неоднократно побеждала на дистанциях 3000 и 5000 м.
В сезоне 2008/2009 она дебютировала на чемпионате Европы в Херенвене и на чемпионате мира по классическому многоборью в Хамаре, заняв на обоих турнирах в многоборье 12-е места. В марте на чемпионате мира в Ричмонде поднялась на 4-е место в забеге на 5000 м. В сезонах 2009/2010 и 2010/2011 стала 2-й в Кубке мира, проиграв оба года Мартине Сабликовой.
На Олимпиаде-2010 в Ванкувере Штефани стала олимпийской чемпионкой в командной гонке и двукратным серебряным призёром в забегах на 3000 и 5000 метров. На чемпионате мира в Херенвене заняла 12-е место в сумме многоборья. В сезоне 2010/11 выиграла вновь на чемпионате Германии в забегах на 3000 и 5000 м.
На чемпионате мира по отдельным дистанциям в Инцелле 2011 года стала 2-й на 5000 м, 3-й на 3000 м и в командной гонке, а на чемпионате мира в Калгари заняла вновь 12-е место в многоборье. В 2012 году она пропустила чемпионат Европы из-за проблем со спиной, но стала 2-й на дистанциях 3000 м и 5000 метров на чемпионате мира на отдельных дистанциях в Херенвене .
В марте 2013 года перед чемпионатом мира в Сочи разразился вновь скандал между Беккерт и Клаудией Пехштайн, который  продолжал многолетнюю серию словесных конфликтов с 2009 года в немецком конькобежном спорте. На чемпионате мира в Сочи заняла 5-е место в забеге на 5000 м и 7-е на 3000 м. В 2014 году на зимней Олимпиаде в Сочи заняла 17-е место в забеге на 3000 м и 8-е на дистанции 5000 м.
В сезоне 2014/15 после проблем с травмами она почти не тренировалась и не смогла набрать формы, и на чемпионате мира в Херенвене участвовала только в забеге на 5000 м, где заняла 8-е место. В следующем сезоне результаты стали ещё хуже, хоть на национальном чемпионате она попала на подиумы. В сезоне 2016/17 Беккерт не смогла квалифицироваться на этапы Кубка мира из-за новой техники и системы подготовки тренера Ян ван Вина.
В сезонах 2017/18 и 2018/19 Беккерт в основном участвовала на чемпионате Германии и постоянно попадала в призы на дистанциях 3000 и 5000 м. Летом 2019 года Штефани завершила карьеру спортсменки после множества неудач из-за травм.

## Личная жизнь
Штефани Беккерт с 2006 года служила в бундесвере в звании сержанта. В августе 2019 года начала трёхлетнее обучение в качестве педагога. В семье Беккертов шесть братьев и сестёр и все занимались конькобежным спортом. У Штефани есть любимый лабрадор Трикси.